# Canadian Citizenship Act 1946

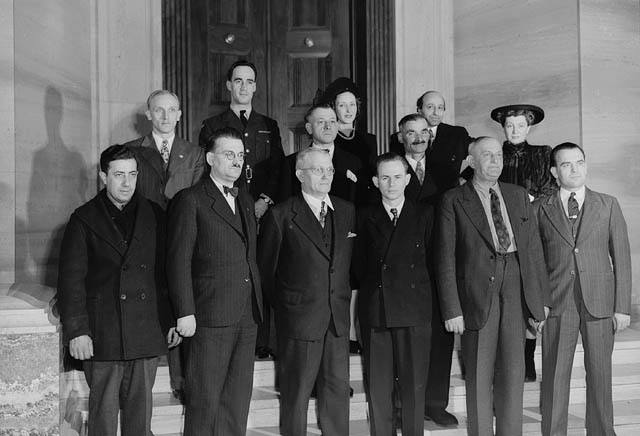
Första officiella kanadensiska medborgarskapsceremonin. Ottawa, 3 januari 1947.

Canadian Citizenship Act, S.C. 1946, c. 15, antogs av Kanadas parlament, och är den  lag som reglerar det kanadensiska medborgarskapet, och definitivt skilde det åt från Samväldets äldre bestämmelser.

## Reformer
Lagen ersattes den 15 februari 1977 av Canadian Citizenship Act, 1976, även kallad Citizenship Act.

### Fotnoter
1. ↑  ”Forging Our Legacy”. Citizenship and Immigration Canada. Arkiverad från originalet den 10 juni 2011. https://web.archive.org/web/20110610200013/http://www.cic.gc.ca/english/resources/publications/legacy/chap-5.asp. Läst 26 juni 2011.
2. ↑  ”Canadian Citizenship Act and current issues -BP-445E”. Government of Canada - Law and Government Division. 2002. http://dsp-psd.pwgsc.gc.ca/Collection-R/LoPBdP/BP/bp445-e.htm. Läst 11 juli 2010.
3. ↑  S.C. 1974-75-76, c. 108
4. ↑  R.S.C., 1985, c. C-29